# Distretto di Decheng
Il distretto di Decheng (德城区S, Déchéng QūP) è un distretto della Cina, situato nella provincia dello Shandong e amministrato dalla prefettura di Dezhou.